# Le Hobbit : La Désolation de Smaug
Pour les articles homonymes, voir Hobbit (homonymie).
Série Le Hobbit
Le Hobbit : Un voyage inattendu
(2012) Le Hobbit : La Bataille des Cinq Armées
(2014)
Pour plus de détails, voir Fiche technique et Distribution.
Le Hobbit : La Désolation de Smaug (The Hobbit: The Desolation of Smaug) est un film américano-néo-zélandais réalisé par Peter Jackson sorti en 2013. Il s'agit du deuxième film de la trilogie Le Hobbit, adaptée du roman du même nom de J. R. R. Tolkien. Il est suivi par Le Hobbit : La Bataille des Cinq Armées (2014).
Le hobbit Bilbon Sacquet et les treize nains qui l'accompagnent doivent continuer leur expédition vers Erebor, ancien royaume nain détruit par le dragon Smaug, sans le magicien Gandalf parti enquêter sur une menace. Ils devront traverser la Forêt Noire hantée et dangereuse, puis rejoignent la ville des hommes Lacville et atteignent enfin la montagne et le septième royaume nain, Erebor où ils devront affronter le dragon Smaug .

## Synopsis
Lors d'un voyage à Bree, Thorin Écu-de-Chêne est abordé par Gandalf à l'auberge du Poney Fringant. Le magicien informe le nain que sa tête a été mise à prix via une dépêche rédigée en Noir Parler et le pousse à récupérer l'Arkenstone, gardée par Smaug à Erebor, pour unifier les Royaumes Nains. Il lui suggère aussi qu'il aurait besoin pour cela d'un cambrioleur.
Douze mois plus tard, la Compagnie de Thorin est toujours poursuivie par les troupes d'Azog, au-delà des Monts Brumeux. La Compagnie se réfugie dans la demeure de Beorn, un changeur de peau, qui les aide à atteindre la Forêt Noire. Pendant ce temps, Azog est convoqué à Dol Guldur. Désigné chef de son armée par le Nécromancien, Azog confie à un autre capitaine orque, Bolg, qui se trouve être son fils, la tâche de traquer Thorin.
Gandalf abandonne temporairement la compagnie aux frontières de la Forêt Noire, pour enquêter sur les activités du Nécromancien, promettant de rejoindre les nains devant Erebor, et les avertissant que la forêt dissimule de nombreux maléfices et qu'ils ne doivent en aucun cas sortir du sentier. Bien vite, les nains s'égarent à travers les bois et sont capturés par des araignées géantes. Grâce à l'invisibilité que lui procure l'anneau, Bilbon parvient à libérer ses amis de leurs toiles. Alors que le combat s'engage entre les araignées et les nains, Bilbon ressent l'influence corruptrice de l'anneau. Le combat prend fin à l'arrivée des Elfes Sylvestres, dirigés par Legolas et Tauriel, qui tuent les créatures et capturent Thorin et ses compagnons. Bilbon, invisible, demeure libre.
Les nains sont emprisonnés dans les geôles des elfes. Thranduil, le roi des elfes, propose un marché à Thorin. Il lui suggère de les aider à atteindre la Montagne Solitaire en échange de gemmes blanches que le roi Thranduil convoite. Thorin refuse. Un triangle amoureux se met en place entre Legolas, Tauriel et le nain Kili. Grâce à l'anneau, Bilbon parvient à libérer ses amis et les embarque dans des tonneaux jetés dans la rivière. Malmenés par le courant, ils sont attaqués par les orques de Bolg, mais sont sauvés par les elfes. Kili est blessé dans les combats par une flèche de Morgul empoisonnée. Legolas et Tauriel capturent un orque et l'emmènent au roi Thranduil pour l'interroger. L'orque les informe que le jeune nain a été touché et qu'il finira par succomber et leur révèle aussi que l'heure des orques est arrivée et que les ténèbres vont s'installer. Thranduil lui tranche la tête immédiatement même s'il lui avait promis de le libérer. Il ordonne alors qu'on double la garde aux frontières et qu'on ne laisse personne entrer, ni en sortir. Mais Tauriel avait déjà quitté le royaume elfe partant à la recherche des nains pour sauver Kili, Legolas la suit.
De son côté, Gandalf retrouve Radagast pour inspecter les tombeaux des Nazgûl, qu'il trouve vides, puis décide de se rendre à Dol Guldur. Les nains parviennent aux abords d’un grand lac et la compagnie fait connaissance avec Bard, un batelier de Lacville, qui les fait entrer en douce dans la cité. Mais finalement, ils finissent tous par être capturés en essayant de voler des armes par la garde du Maître de la ville. Thorin révèle publiquement son identité, déclarant être prêt à partager le trésor de la montagne avec le peuple de Lacville dans le désir de rebâtir Esgaroth.
La compagnie se voit prêter un bateau pour traverser le lac et poursuivre sa mission. Oin, Fili et Bofur décident de rester à l’arrière pour soigner Kili. Thorin atteint enfin les contreforts de la montagne le jour de Durin, et part en quête de la porte secrète indiquée sur sa carte. Les recherches des nains sont vaines et, après que la dernière lueur du soleil se soit éclipsée, ils commencent à repartir, découragés, lorsque Bilbon comprend que « la dernière lueur du Jour de Durin » n’est pas un rayon de soleil, mais celui d’une lune, et découvre l'entrée secrète. Balin explique alors à Bilbon qu'il doit dérober à Smaug la précieuse Arkenstone. Bilbon pénètre seul dans la montagne.
Bilbon atteint le cœur de la montagne Solitaire et découvre les immenses richesses des nains. Cependant, sa présence ne reste pas longtemps inaperçue à l’odorat de Smaug qui sort de sa torpeur. Il flatte le dragon, qui est intrigué par le hobbit. Smaug comprend néanmoins très vite que Thorin est dans les parages pour reprendre son trône, alors que Bilbon repère l'Arkenstone. Smaug poursuit ensuite Bilbon à travers les galeries. Les nains viennent à son secours et sont tout de suite pourchassés.
À Lacville, Bard comprend que le dragon s’est réveillé et se saisit alors d’une flèche noire cachée chez lui, mais il est immédiatement capturé par la garde du Maître après avoir donné la flèche à son fils pour la dissimuler. Bolg et ses orques envahissent la maison de Bard et affrontent les quelques nains présents. Tauriel et Legolas en tuent quelques-uns et font fuir les autres. Legolas poursuit Bolg et Tauriel soigne Kili qui était en train de succomber. De son côté, Gandalf atteint Dol Guldur et envoie Radagast informer Galadriel de ce qu'ils ont découvert. Gandalf trouve les ruines infestées par les orques d'Azog. Gandalf fait alors face au Nécromancien, qui se révèle être Sauron ; Gandalf et Sauron s'affrontent mais le magicien est vaincu et emprisonné.
Thorin et sa troupe atteignent les anciennes forges de la montagne et parviennent à triompher temporairement du dragon. Néanmoins, Smaug se relève et quitte la montagne Solitaire pour la première fois depuis 60 ans, s’envolant en direction de Lacville pour en châtier les habitants. Bilbon, terrifié, se rend compte de ce que la compagnie vient de déclencher.
1. ↑  après avoir fait part de ses doutes avec Beorn,
2. ↑  et d'emprunter absolument le pont pour franchir la rivière.
3. ↑  Mais lorsque les Nains arrivent à la rivière, ils constatent que le pont s'est effondré et doivent utiliser les branches pour traverser la rivière. Après la traversée,
4. ↑  Il y trouve également Thráin, le père de Thorin, ayant perdu l'esprit. Après l'avoir sauvé de sa folie, il découvre que son anneau, qui faisait partie des sept anneaux donnés aux Nains, lui a été dérobé. Gandalf lui révèle la quête de Thorin et de ses compagnons, mais Thráin lui dit que son fils ne devrait pas s'approcher d'Erebor, car son trésor est maudit et que le dragon Smaug est de mèche avec l'Unique. Gandalf fait alors face au Nécromancien, qui se révèle être Sauron ; ce dernier tue Thráin. Gandalf et Sauron s'affrontent mais le magicien est vaincu et emprisonné.

## Fiche technique
- Titre original : The Hobbit: The Desolation of Smaug
- Titre français : Le Hobbit : La Désolation de Smaug
- Réalisation : Peter Jackson, assisté d'Andy Serkis (2e équipe)
- Scénario : Peter Jackson, Guillermo del Toro, Fran Walsh et Philippa Boyens, d'après J. R. R. Tolkien
- Musique : Howard Shore
  - Chanson I See Fire : Ed Sheeran
- Décors : Dan Hennah
- Direction artistique : Simon Bright
- Costumes : Ann Maskrey et Richard Taylor
- Photographie : Andrew Lesnie
- Montage : Jabez Olssen
- Production : Carolynne Cunningham, Peter Jackson, Fran Walsh et Zane Weiner
- Sociétés de production : Metro-Goldwyn-Mayer, New Line Cinema et WingNut Films
- Société de distribution : Warner Bros. Pictures (international)
- Budget : 250 000 000 $[1]
- Pays de production :  États-Unis /  Nouvelle-Zélande
- Langues originales : anglais et langues de la Terre du Milieu
- Format : couleurs - 35 mm - 70 mm (version IMAX) - 2.35:1 - son Dolby numérique
- Genre : fantasy, heroic fantasy[2],[3],[4], aventure
- Durée : 161 minutes, 186 minutes (version longue)
- Dates de sortie[5] :
  - France, Belgique et Suisse : 11 décembre 2013
  - Nouvelle-Zélande : 12 décembre 2013
  - États-Unis et Canada : 13 décembre 2013
- Dates de sortie de la version longue :
  - France : 12 novembre 2014 (en DVD / Blu-ray / Blu-ray 3D)
  - États-Unis : 4 novembre 2014

## Distribution
- Martin Freeman (VF : Julien Sibre) : Bilbon Sacquet
- Ian McKellen (VF : Jean Piat) : Gandalf
- Richard Armitage (VF : Xavier Fagnon) : Thorin
- Ken Stott (VF : Jean-Claude Donda) : Balin
- Graham McTavish (VF : Philippe Catoire) : Dwalin
- Aidan Turner (VF : Damien Boisseau) : Kíli
- Dean O'Gorman (VF : Alexandre Cross) : Fíli
- James Nesbitt (VF : Marc Saez) : Bofur
- William Kircher (VF : Olivier Bouana) : Bifur
- Stephen Hunter (VF : Thierry Murzeau) : Bombur
- John Callen (VF : Patrick Béthune) : Óin
- Peter Hambleton (VF : Jean-Claude Sachot) : Glóin
- Mark Hadlow (VF : Jean-Loup Horwitz) : Dori
- Jed Brophy (VF : Vincent Violette) : Nori
- Adam Brown (VF : Adrien Larmande) : Ori
- Orlando Bloom (VF : Denis Laustriat) : Legolas
- Evangeline Lilly (VF : Laëtitia Lefebvre) : Tauriel[6]
- Benedict Cumberbatch (VF : Jérémie Covillault) : Smaug (voix et performance capture) et le Nécromancien (voix)
- Luke Evans (VF : Cédric Dumond) : Bard l'Archer
- Lee Pace (VF : Anatole de Bodinat) : Thranduil
- Stephen Fry (VF : Michel Papineschi) : le Maître de Lacville
- Mikael Persbrandt (VF : Miglen Mirtchev) : Beorn
- Manu Bennett : Azog
- Lawrence Makoare : Bolg
- Sylvester McCoy (VF : Gabriel Le Doze) : Radagast
- Ryan Gage (VF : Xavier Béja) : Alfrid, le serviteur du maître de Lacville
- John Bell (VF : Gabriel Bismuth-Bienaimé) : Bain, fils de Bard
- Cate Blanchett (VF : Déborah Perret) : Galadriel
- Sarah Peirse (VF : Béatrice Michel) : Hilda Bianca
- Peter Jackson : l'homme qui mange une carotte devant le Poney Fringant (caméo)
- Terry Notary : un gobelin (non crédité)

- Version française
  - Studio de doublage : Dubbing Brothers
  - Direction artistique : Barbara Tissier
  - Adaptation : Juliette Vigouroux et Alain Cassard

Sources et légende : Version française (VF) sur AlloDoublage et RS Doublage

## Bande originale
Toujours composée par Howard Shore, la bande originale de ce deuxième opus sera entièrement enregistrée en Nouvelle-Zélande par l'Orchestre symphonique de Nouvelle-Zélande (NZSO) contrairement aux films précédents dont les bandes originales étaient pour la majeure partie enregistrées à Londres et par l'Orchestre symphonique de Londres.

## Accueil

### Accueil critique
Le film a été sensiblement mieux accueilli par la critique que le premier volet, recueillant 84 % de critiques favorables, avec un score moyen de 7.8⁄10 et sur la base de 239 critiques collectées, sur le site Rotten Tomatoes. Sur le site Metacritic, il obtient un score de 66⁄100, sur la base de 44 critiques collectées. En France, le site Allociné propose une note moyenne de 3,7⁄5 à partir de l'interprétation de critiques provenant de 23 titres de presse.

### Box-office
Le film a rapporté au total 958 366 855 $ au box-office mondial, dont 258 366 855 $ aux États-Unis et au Canada. Cela le place au 4e rang des films sortis en 2013 ayant réalisé le plus de recettes, derrière La Reine des neiges, Iron Man 3 et Moi, moche et méchant 2. Il a réalisé 4 701 246 entrées en France.
| Pays                | Box-office    | Pays         | Box-office   | Pays               | Box-office  |
| ------------------- | ------------- | ------------ | ------------ | ------------------ | ----------- |
| États-Unis + Canada | 258 366 855 $ | Brésil       | 17 821 725 $ | Nouvelle-Zélande   | 8 052 804 $ |
| Allemagne           | 88 076 370 $  | Italie       | 17 305 657 $ | Turquie            | 6 917 573 $ |
| Chine               | 74 730 000 $  | Corée du Sud | 16 392 050 $ | Finlande           | 6 905 914 $ |
| Royaume-Uni         | 70 275 514 $  | Pays-Bas     | 16 286 314 $ | Malaisie           | 5 383 458 $ |
| Russie              | 45 032 050 $  | Japon        | 13 655 556 $ | Argentine          | 5 158 520 $ |
| France              | 44 723 924 $  | Pologne      | 12 908 529 $ | Ukraine            | 4 788 551 $ |
| Australie           | 34 565 817 $  | Danemark     | 12 292 692 $ | Colombie           | 4 713 891 $ |
| Espagne             | 23 551 615 $  | Norvège      | 11 371 258 $ | République tchèque | 4 578 821 $ |
| Suède               | 20 532 539 $  | Belgique     | 8 614 032 $  | Singapour          | 4 176 530 $ |
| Mexique             | 18 394 490 $  | Autriche     | 8 573 280 $  | Hong Kong          | 4 081 279 $ |

## Distinctions

### Récompenses
- Nevada Film Critics Society Awards 2013 : meilleurs décors
- Empire Awards 2014 : meilleur film fantastique ou de science-fiction et meilleur espoir masculin pour Aidan Turner
- Saturn Awards 2014 : meilleurs décors
- MTV Movie Awards 2014 : meilleur combat (pour Orlando Bloom et Evangeline Lilly contre les Orcs)

### Nominations
- British Academy Film Awards 2014 :
  - Meilleurs maquillages et coiffures pour Maurizio Silvi et Kerry Warn
  - Meilleurs effets visuels pour Joe Letteri, Eric Saindon, David Clayton et Eric Reynolds
- Critics' Choice Movie Awards 2014 :
  - Meilleure direction artistique pour Dan Hennah et Ra Vincent
  - Meilleurs costumes pour Bob Buck, Lesley Burkes-Harding, Ann Maskrey et Richard Taylor
  - Meilleur maquillage
  - Meilleurs effets visuels
  - Meilleure actrice dans un film d'action pour Evangeline Lilly
- Oscars du cinéma 2014 :
  - Meilleur montage de son pour Brent Burge
  - Meilleur mixage de son pour Christopher Boyes, Michael Hedges, Michael Semanick et Tony Johnson
  - Meilleurs effets visuels pour Joe Letteri, Eric Saindon, David Clayton et Eric Reynolds
- Satellite Awards 2014 : meilleure chanson originale pour I See Fire